# سونا قازاریان
سونا قازاریان (ارمنی: Սոնա_Ղազարյան; انگلیسی: Sona Ghazarian؛ زادهٔ ۲ سپتامبر ۱۹۴۵) خواننده اپرا سوپرانو اهل ارمنستان است.
وی در رشته روان‌شناسی در دانشگاه آمریکایی بیروت تحصیل نموده است.